# Rafael Antonio Gutiérrez
Rafael Antonio Gutiérrez (* 15. August 1826 in Ilobasco, Departamento Cabañas, El Salvador; † 9. Januar 1921 in San Jacinto, Departamento San Salvador, El Salvador) war vom 21. Juni 1894–13. November 1898 Präsident von El Salvador.

## Leben
Seine Mutter war Marcela Gutiérrez.
Er war verheiratet mit Carlota Mejía, ihre Kinder waren: Rafael Antonio, Carlos, Carlota, Tulio, Marcela, Rosa, Bernardo und Maria.
Seine Tochter Marcela war verheiratet mit einem Sohn von Fernando Figueroa.
Er führte die 44 Latifundisten an, welche mit Unterstützung von José María Reina Barrios, Carlos Ezeta stürzten.
Ab dem 1. März 1894 hatte er eine Wahl als Legitimation vorzuweisen.
Von einem Schusswaffengebrauch hatte er ein Brandmal auf der rechten Kopfhälfte.

## República Mayor de Centroamérica

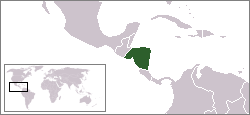
1896–1897: Nicaragua, El Salvador, Honduras

Gutiérrez bevollmächtigte Jacinto Castellano zu einem Treffen am 20. Juni 1895 mit den ebenfalls Bevollmächtigten Manuel Coronel Matus für Nicaragua und Constantino Fiallos für Honduras in
Amapala wo diese den Pacto de Amapala schlossen, welcher Grundlage für die República Mayor de Centroamérica war.
Jacinto Castellano fungierte im Sommer 1895 als Botschafter der Regierung Gutiérrez in New York
Bis zum 30. November 1897 war Jacinto Castellano Vorsitzender eines gemeinsamen Parlamentes der República Mayor de Centroamérica.
1898, vor einem Wahltermin, wurde Gutiérrez durch seinen besten Freund General Tomas Regalado als Präsident bei einem unblutigen Putsch abgelöst.
General Gutierrez starb am 9. Januar 1921, um 22:00 Uhr im Barrio San Jacinto, den Putsch hatte er Regalado nicht verziehen.